# Siegfried Schreiber (Radsportler)
Siegfried Schreiber (* 24. April 1953 in Weixdorf (Ortsteil)) ist ein ehemaliger deutscher Radrennfahrer und nationaler Meister im Radsport.

## Sportliche Laufbahn
Schreiber war Bahnradsportler und in der DDR aktiv. Er begann 1965 bei der SG Dynamo Dresden-Nord mit dem Radsport. Drei Titel gewann er bei den Rennen der Kinder- und Jugendspartakiaden. Er wechselte in der Jugendklasse zum SC Dynamo Berlin. 1975 gewann er bei der DDR-Meisterschaft im Sprint beim Sieg von Jürgen Geschke die Bronzemedaille. 1976 wurde er Vize-Meister hinter Peter Eichstädt. Die Meisterschaft der DDR im Sprint auf der Winterbahn der Werner-Seelenbinder-Halle in Berlin gewann Schreiber 1976 vor Geschke. In der Internationalen Sprintermeisterschaft von Berlin siegte Schreiber 1975 vor Peter Eichstädt. 1977 gewann er die Meisterschaft vor Emanuel Raasch. Den Grand Prix Sofia gewann er 1976, ebenso den Grand Prix Tbilissi im Bahnsprint und den Großen Preis von Berlin. Schreiber war Mitglied der Nationalmannschaft der DDR-Bahnfahrer und bestritt einige Länderkämpfe.

## Berufliches
Schreiber wurde nach seiner aktiven Karriere Trainer im Radsport. Er trainierte Lennard Kämna bei der RRG Bremen und vermittelte ihn später an die Trainingsgruppe Radsport des SC Cottbus.